# Banainiya
Banainiya – gaun wikas samiti we wschodniej części Nepalu w strefie Sagarmatha w dystrykcie Saptari. Według nepalskiego spisu powszechnego z 2001 roku liczył on 614 gospodarstw domowych i 4025 mieszkańców (1999 kobiet i 2026 mężczyzn).